# Paweł Piskorski
Paweł Bartłomiej Piskorski este un om politic polonez, membru al Parlamentului European în perioada 2004–2009 din partea Poloniei.